# Jerome Kiesewetter
Jerome Julien Kiesewetter (Berlino, 9 febbraio 1993) è un ex calciatore tedesco naturalizzato statunitense, di ruolo attaccante.

## Caratteristiche tecniche
È un centravanti.

## Carriera

### Nazionale
Nel 2013 è stato convocato dalla nazionale Under-20 statunitense per disputare il campionato nordamericano di categoria.

## Palmarès

### Club

#### Competizioni nazionali
- Campionato tedesco di seconda divisione: 1

Fortuna Düsseldorf: 2017-2018